# Toujours des beaux jours
Toujours des beaux jours est un album compilation de la chanteuse Sheila, sorti en 1965 en format LP 25cm.

## Liste des titres
1. Toujours des beaux jours
2. Écoute ce disque
3. Je ris et je pleure
4. Oui, il faut croire
5. Je n'en veux pas d'autre que toi
6. Vous les copains, je ne vous oublierai jamais
7. À la fin de la soirée
8. Il suffit d'un garçon

## Production
- Édition Album original :
  - 33 tours / LP 25cm Philips 76601 sorti en 1965